# Phi công nghiệp hóa

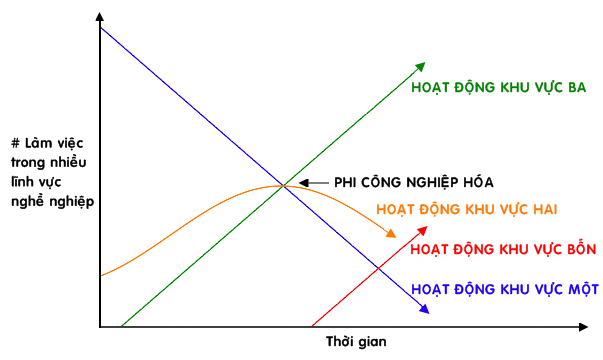
Mô hình các khu vực kinh tế của Colin Clark đang trải qua sự chuyển dịch công nghệ.

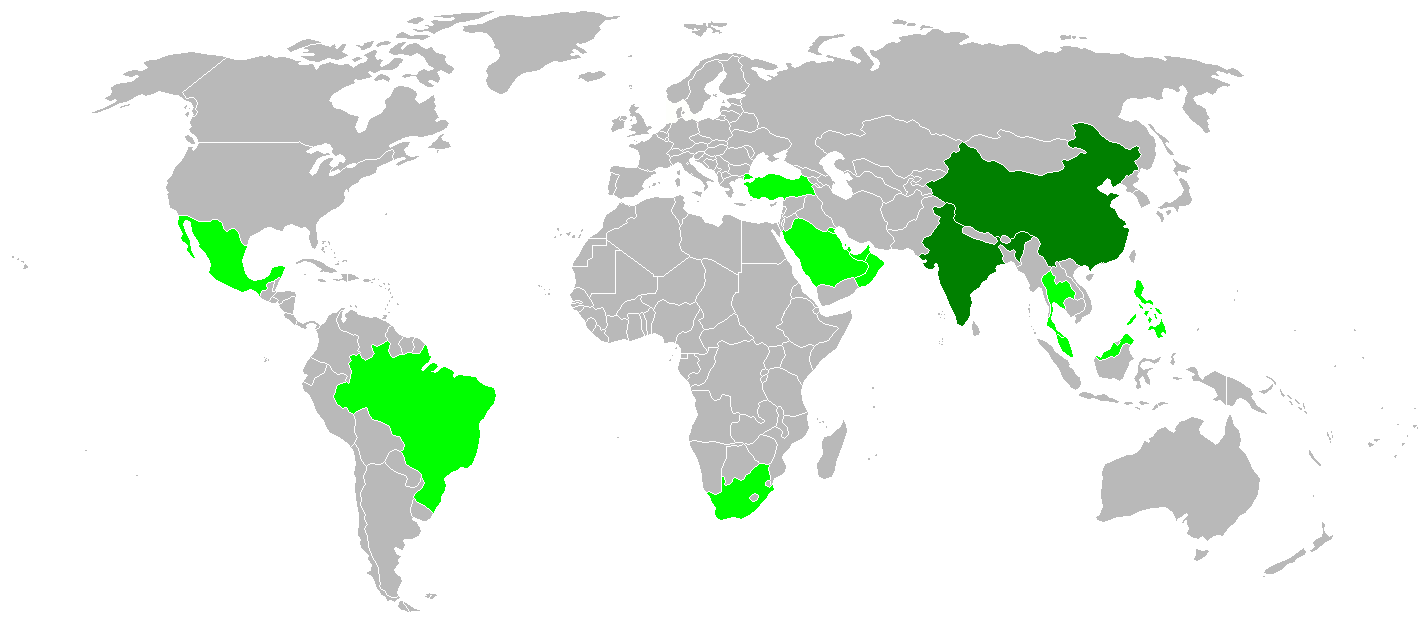
Những nước tô màu xanh lá cây là những nước công nghiệp hóa đặc biệt là Trung Quốc và Ấn Độ.

Phi công nghiệp hóa hoặc giải trừ công nghiệp là một quá trình thay đổi về mặt xã hội và kinh tế khi quá trình này loại bỏ năng suất lao động hoặc hoạt động công nghiệp, đặc biệt là công nghiệp nặng và công nghiệp sản xuất. Quá trình này ngược với quá trình công nghiệp hóa.